# Margit Markó-Nemesházi
Margit Markó-Nemesházi (ur. 13 października 1943 w Budapeszcie) – węgierska lekkoatletka specjalizująca się w krótkich biegach sprinterskich, dwukrotna uczestniczka letnich igrzysk olimpijskich (Tokio 1964, Meksyk 1968).

## Sukcesy sportowe
- pięciokrotna mistrzyni Węgier w biegu na 100 m – 1961, 1963, 1964, 1965, 1967
- mistrzyni Węgier w biegu na 200 m – 1964[1]

| Rok  | Miasto   | Zawody                      | Konkurencja        | Wynik       |
| ---- | -------- | --------------------------- | ------------------ | ----------- |
| 1964 | Tokio    | igrzyska olimpijskie        | sztafeta 4 × 100 m | 7. miejsce  |
| 1966 | Dortmund | europejskie igrzyska halowe | bieg na 60 m       | złoty medal |
| 1967 | Praga    | europejskie igrzyska halowe | bieg na 50 m       | złoty medal |

## Rekordy życiowe
- bieg na 100 m – 11,4 – 1964